# 541-es főút (Magyarország)
Az 541-es számú főút egy mindössze 3,5 kilométer hosszú másodrendű főút Kecskemét területén.

## Fekvése
Kecskemét délnyugati részén húzódik keresztül, az 5-ös főúttól a belterület széléig, ahol az 54-es főúthoz csatlakozik.

## Története
1997-ig az 54-es főút kecskeméti kivezető szakasza volt. Az M5-ös autópálya elkészülte után kapta az 541-es útszámot.